# Комишинська сільська рада (Сафакулевський район)
Коми́шинська сільська рада (рос. Камышинский сельский совет) — сільське поселення у складі Сафакулевського району Курганської області Росії.
Адміністративний центр — село Комишне.
Населення сільського поселення становить 932 особи (2017; 1248 у 2010, 1658 у 2002).

## Склад
До складу сільського поселення входять:
| Населений пункт            | Населення, осіб (2002) | Населення, осіб (2010) |
| -------------------------- | ---------------------- | ---------------------- |
| Велике Султаново, присілок | 446                    | 333                    |
| Комишне, село              | 776                    | 668                    |
| Мале Султаново, присілок   | 83                     | 56                     |
| Озерна, присілок           | 237                    | 139                    |
| Покровка, присілок         | 116                    | 52                     |